# Inszynskij
Inszynskij (ros. Иншинский) – osiedle w Rosji, w obwodzie tulskim, w okręgu miejskim Tuły. W 2010 liczyło 2146 mieszkańców.